# お歯黒べったり

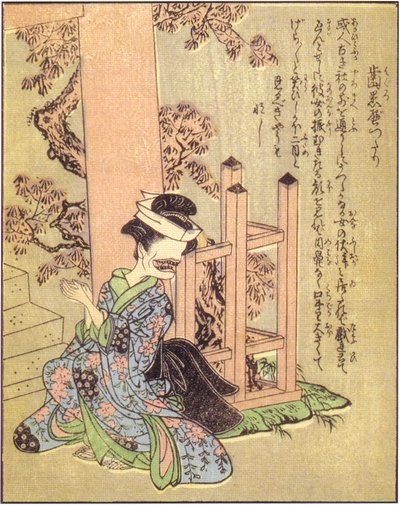
竹原春泉画『絵本百物語』より「歯黒べったり」

水木しげるロードに設置されている「お歯黒べったり」のブロンズ像

お歯黒べったり（おはぐろべったり）歯黒べったり（はぐろべったり）は日本の妖怪の一種。目も鼻も無い顔に、お歯黒を付けた大きな口だけがある女の姿をした妖怪。

## 概要
江戸時代後期に出版された『絵本百物語』（竹原春泉斎・画）に「歯黒べったり」という題で描かれており、現在は同作品を通じてその存在が知られている。詞書には、「ある人が古い社の前を通ったとき、美しげな女が伏し拝んでいるので、戯れに声を掛けて過ぎようとしたところ、その女が振り向いた。顔を見ると目も鼻も無く、大きな口でけらけらと笑った。二度と見たくないほど恐ろしかった」という意味のことが記され、『新燈開語』という中国の本にもまったく同じような話（水神の祠の前にいた女に声をかけたところ、目も鼻も無く、箕のような大きな口でけらけらと笑った）があるとしている。また本文では「東国ではのつべら坊（のっぺらぼう）とも言い多くは狐狸の化け損なったもの」ともある。
お歯黒べったりは、のっぺらぼうのように自身の顔面を見せることによって人間を驚かす妖怪であり、その類型であるとも考えられる。直接的な関係は不明だが、『源氏物語』の「手習」の帖に、「昔いたと言う目も鼻もない女鬼（めおに）」という記述があり、顔に目や鼻のない女の妖怪は、平安時代にも確認することが出来る。

### お歯黒を見せる妖怪
口だけしかない顔という例ではないが、お歯黒をつけた大きな口をひらいて「かね（お歯黒）がついたか」と人間を驚かす老婆や女が登場する昔話（キツネ・タヌキなどがその正体）は、東北地方を中心にその伝承が確認されている。山伏がキツネなどにちょっかいを出した結果、一軒家などでお歯黒の大きな口で迫られるなどして驚かされるのが、その主な内容である。

## 昭和・平成以降の解説
水木しげるの著作では、お歯黒べったりは夕闇迫る町外れの神社や寺に現われ、通りかかった人を驚かせ、稀には家の中にも出たと解説されている。
山田野理夫『東北怪談の旅』には、「じゃんがら念仏」という題で福島県の話として次のような話が紹介されている。
浜通り地方の平の町で大勢の人が集まって盆踊りをしていた夜の事、1人の若い女が人々の目を引いた。手ぬぐいをかぶっていたので顔はわからないが、姿は美しかった。夜が更けて踊りが終わると、興味を持った3人の若者が女の後を追いかけて、いい踊りだった、誰もあんなにきれいに踊れない、などとほめた。女が、ほめてもらったお礼がしたいが、と返すと調子に乗った男たちは、あんたの体でもいいぞ、と言う。女は恐れるふうもなく、1人ずつ草むらで相手をした。別れ際に若者たちが、また会いたいから顔を見せてくれと頼むと女は手ぬぐいを取った。その顔にはお歯黒を付けた口だけがあった。むろん若者たちは肝をつぶして逃げ去った。話を聞いた町の者は、お歯黒をしていたのなら誰かの女房だ、と首をひねったと言う。
「じゃんがら念仏」の話中に「お歯黒べったり」という名称は登場しないが、その姿や驚かし方は類似のものである。

### 角隠しの解釈
『絵本百物語』の「歯黒べったり」の絵は角隠しを着けているのが特徴となっている。角隠しは上級武家の女性や浄土真宗信者の女性などが寺社へ参詣をするに際して頭部に着用するものであったことから、背景に寺社も描かれている「歯黒べったり」の絵からは嫁入り衣装としての「角隠し」であるという断定は出来ないと考察されているが、いっぽう、角隠しと美しい着物であるということからの連想で「結婚前に死んだ女性の亡霊」の妖怪とする解説がとられている書籍も存在する。